# Lista de singles número um na Hot R&B/Hip-Hop Songs em 2010
Esta é a lista dos singles número um na Hot R&B/Hip-Hop Songs em 2011. A tabela musical classifica o desempenho de singles dos géneros musicais rhythm and blues (R&B) e hip hop nos Estados Unidos. Publicada pela revista Billboard, os dados são recolhidos pela Nielsen SoundScan, baseado em cada venda semanal física e digital, e também popularidade da canção nas rádios. Em 2010, nove singles atingiram a primeira posição da Hot R&B/Hip-Hop Songs. No entanto, a canção "I Invented Sex", do cantor Trey Songz, iniciou a sua corrida no topo no ano anterior e foi, portanto, excluído da lista.

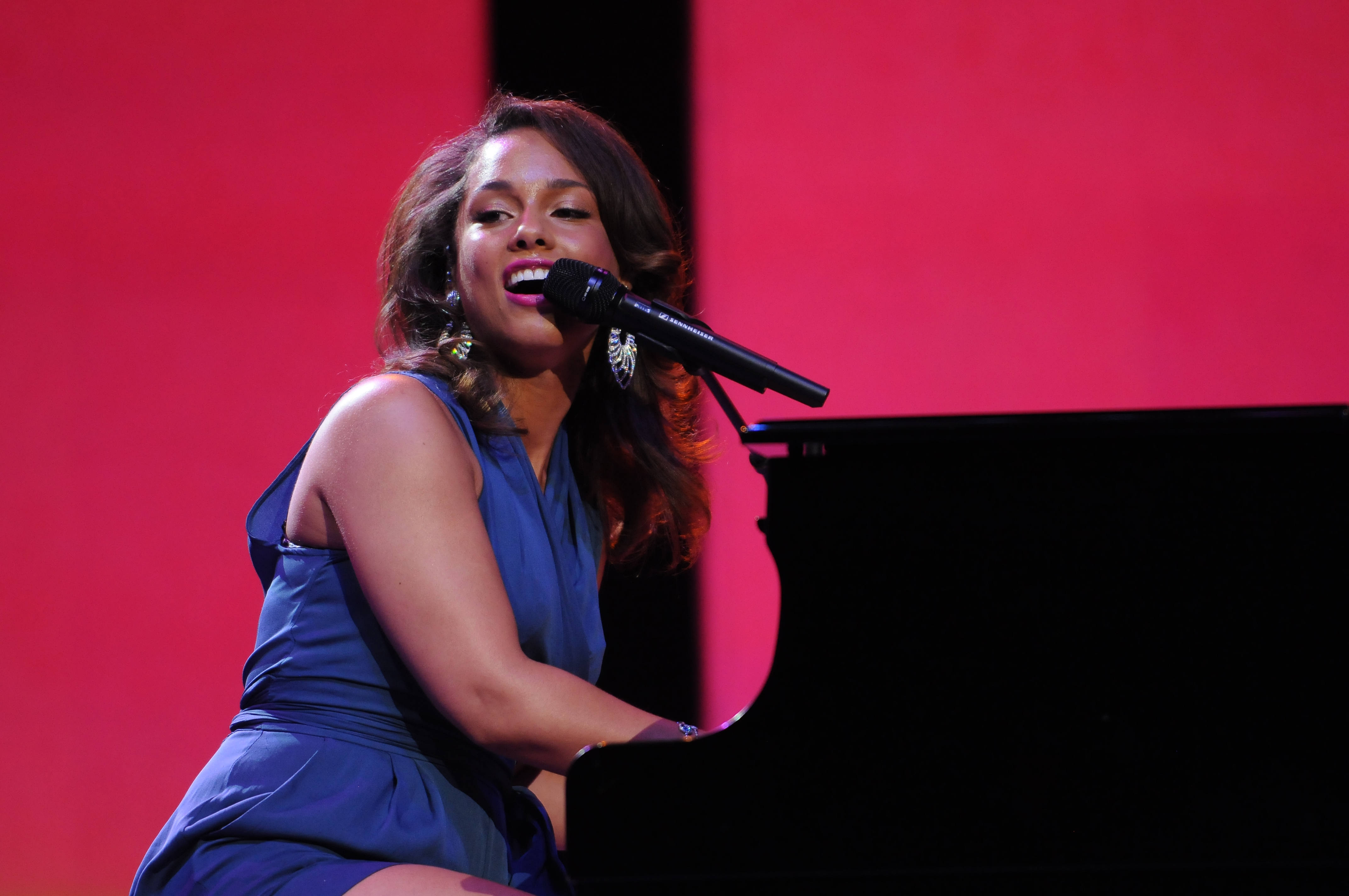
Além de ter permanecido na primeira posição por doze semanas, "Un-Thinkable (I'm Ready)" rendeu a Alicia Keys o seu sétimo número um e foi ainda o singke com o melhor desempenho do ano.

Quatro artistas conseguiram alcançar o primeiro posto da Hot R&B/Hip-Hop Songs pela primeira vez, quer como em canções nas quais foram creditadas como artistas principais ou convidados. Eles são: a cantora Melanie Fiona, o produtor musical Timbaland, e os rappers Tyga e Kevin McCall. Fiona foi a primeira a liderar a tabela, com o tema "It Kills Me" dominando por nove semanas consecutivas e terminando como a terceira canção com o melhor desempenho do ano. "Can't Be Friends", de Songz, permaneceu no topo da tabela por um total de treze semanas — o sétimo maior tempo de liderança na história da tabela — seis das quais foram no ano seguinte, tendo sido o tema que por mais tempo liderou a tabela em 2010, empatando com "Pink Champagne" (1950) de Joe Liggins and His Honeydrippers e "Honky Tonk (Parts 1 & 2)" (1956) de Bill Doggett. Todavia, "Can't Be Friends" foi a 44.ª obra com o melhor desempenho do ano. Outra canção que ocupou a primeira posição da tabela musical por um tempo longo foi o sétimo número um da cantora e compositora Alicia Keys, intitulado "Un-Thinkable (I'm Ready)", com doze semanas consecutivas, quebrando o seu recorde pessoal de dez semanas com "No One" (2007). Além disso, foi o tema com o melhor desempenho do ano.
"Everything to Me", que permaneceu na liderança da tabela por sete semanas consecutivas, rendeu à cantora Monica o seu sexto e último número um na tabela. "Deuces", entretanto, foi o quarto número um do cantor e compositor Chris Brown e o seu primeiro desde "Say Goodbye" (2006). Com nove semanas, "Deuces" e "Everything to Me" foram as obras com a ascensão mais rápida ao topo de 2010, ocupando a nona e a quarta posições na lista das obras com o melhor desempenho do ano. "There Goes My Baby" foi o décimo primeiro número um de Usher, fazendo ele empatar com R. Kelly e Ray Charles na terceira maior quantidade de números uns por um artista masculino a solo na Hot R&B/Hip-Hop Songs, perdendo apenas para James Brown com dezassete e Stevie Wonder com vinte. O cantor Robin Thicke alcançou o primeiro posto e liderou por duas semanas com o tema "Sex Therapy", o seu segundo número um na tabela musical e o primeiro desde "Lost Without U" (2007), enquanto Timbaland e o rapper Drake conseguiram também liderar por uma semana com "Say Something", rendendo a Drake o seu quarto número um. Embora já tenha alcançado o primeiro posto da Hot R&B/Hip-Hop Songs por várias vezes no passado em canções nas quais foi responsável pela produção musical e arranjos, este foi o primeiro número um de Timbaland em uma canção na qual é creditado como artista principal.

## Histórico

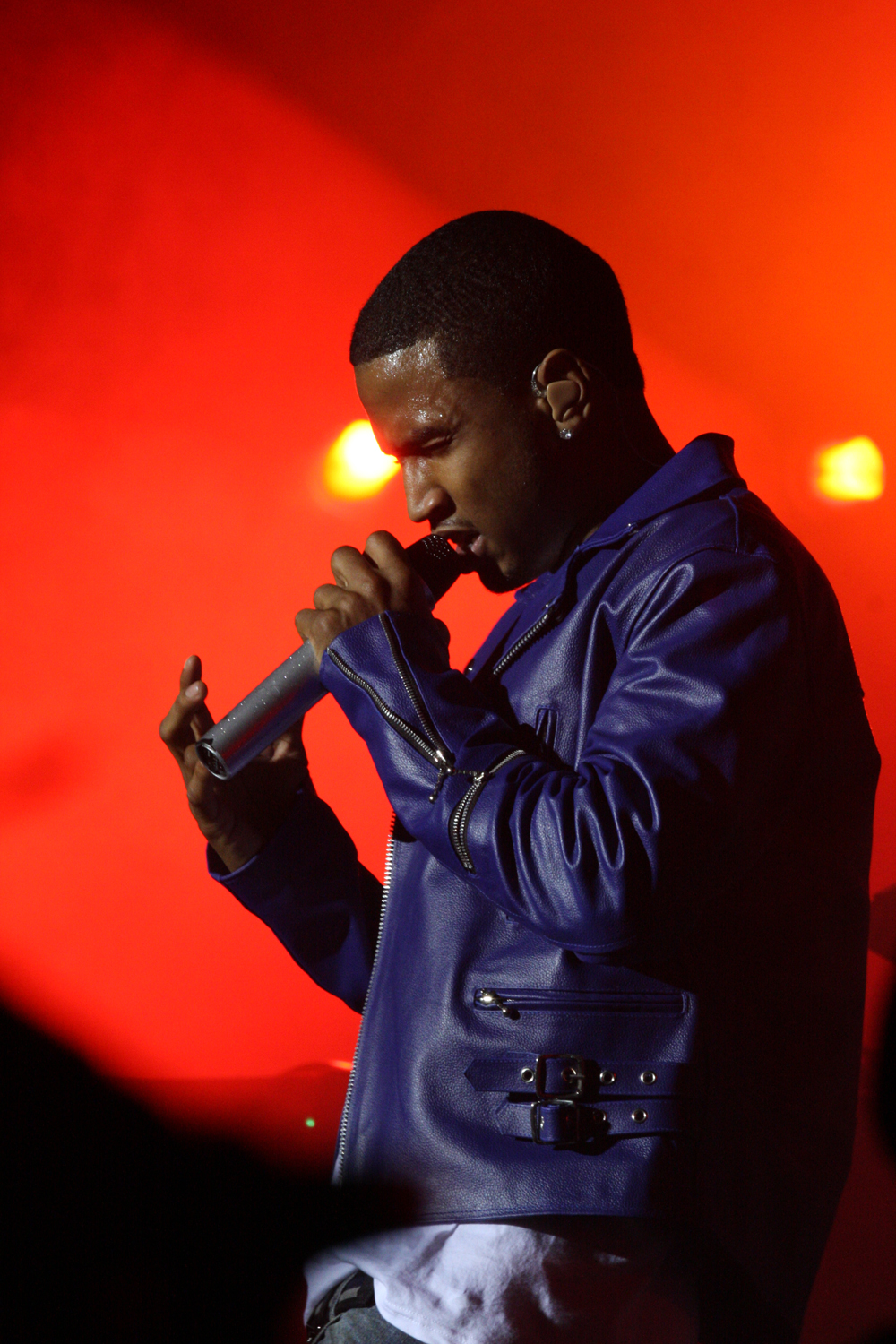
"Can't Be Friends", de Trey Songz, permaneceu no topo pelo sétimo maior tempo de liderança na história da tabela e foi o tema que por mais tempo liderou a tabela em 2010.

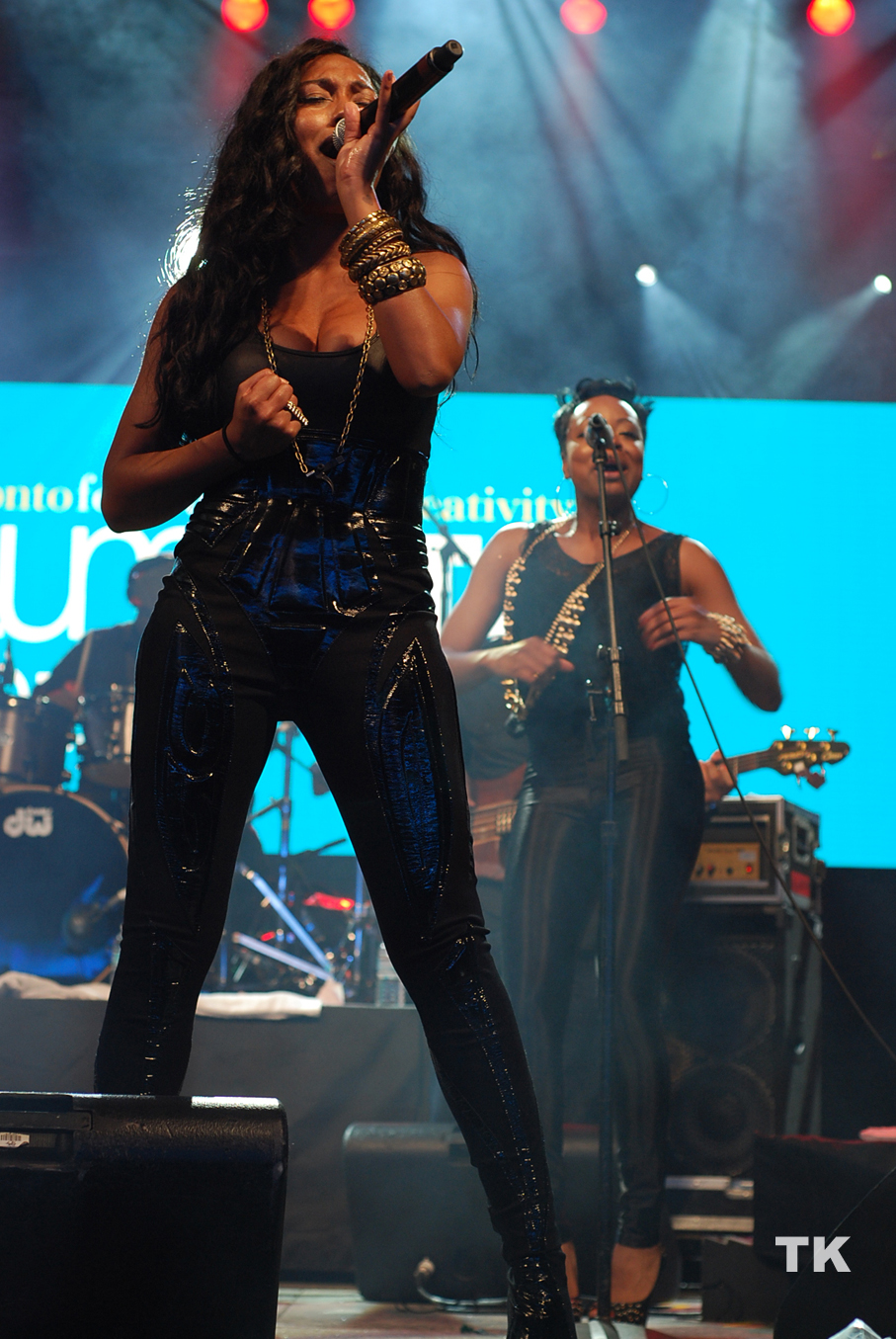
"It Kills Me" foi o primeiro número um da cantora Melanie Fiona na tabela musical.

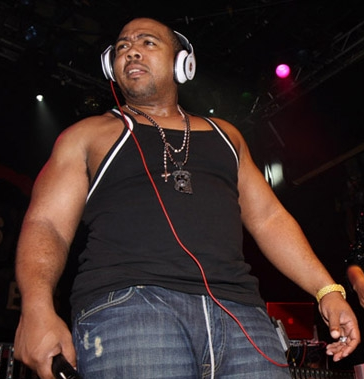
Embora já tenha alcançado o primeiro posto no passado como um produtor, "Say Something" foi o primeiro número um de Timbaland em uma canção na qual é creditado como artista principal.

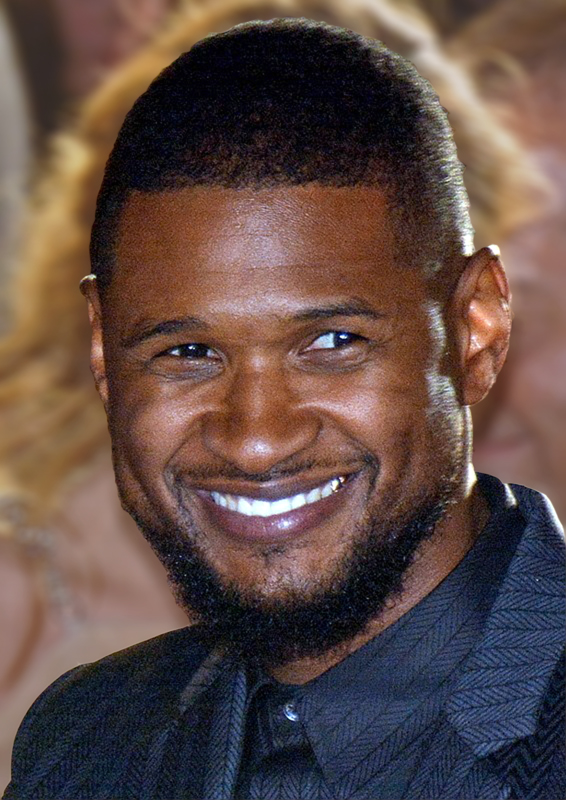
"There Goes My Baby" foi o décimo primeiro número um de Usher, fazendo ele empatar na terceira maior quantidade de números uns por um artista masculino a solo.

| Data            | Canção                     | Artista(s)                                          |
| --------------- | -------------------------- | --------------------------------------------------- |
| 2 de Janeiro    | "I Invented Sex"           | Trey Songz com participação de Drake                |
| 9 de Janeiro    | "It Kills Me"              | Melanie Fiona                                       |
| 16 de Janeiro   | "It Kills Me"              | Melanie Fiona                                       |
| 23 de Janeiro   | "It Kills Me"              | Melanie Fiona                                       |
| 30 de Janeiro   | "It Kills Me"              | Melanie Fiona                                       |
| 6 de Fevereiro  | "It Kills Me"              | Melanie Fiona                                       |
| 13 de Fevereiro | "It Kills Me"              | Melanie Fiona                                       |
| 20 de Fevereiro | "It Kills Me"              | Melanie Fiona                                       |
| 27 de Fevereiro | "It Kills Me"              | Melanie Fiona                                       |
| 6 de Março      | "It Kills Me"              | Melanie Fiona                                       |
| 13 de Março     | "Sex Therapy"              | Robin Thicke                                        |
| 20 de Março     | "Sex Therapy"              | Robin Thicke                                        |
| 27 de Março     | "Say Something"            | Timbaland com participação de Drake                 |
| 3 de Abril      | "Everything to Me"         | Monica                                              |
| 10 de Abril     | "Everything to Me"         | Monica                                              |
| 17 de Abril     | "Everything to Me"         | Monica                                              |
| 24 de Abril     | "Everything to Me"         | Monica                                              |
| 1 de Maio       | "Everything to Me"         | Monica                                              |
| 8 de Maio       | "Everything to Me"         | Monica                                              |
| 15 de Maio      | "Everything to Me"         | Monica                                              |
| 22 de Maio      | "Un-Thinkable (I'm Ready)" | Alicia Keys                                         |
| 29 de Maio      | "Un-Thinkable (I'm Ready)" | Alicia Keys                                         |
| 5 de Junho      | "Un-Thinkable (I'm Ready)" | Alicia Keys                                         |
| 12 de Junho     | "Un-Thinkable (I'm Ready)" | Alicia Keys                                         |
| 19 de Junho     | "Un-Thinkable (I'm Ready)" | Alicia Keys                                         |
| 26 de Junho     | "Un-Thinkable (I'm Ready)" | Alicia Keys                                         |
| 3 de Julho      | "Un-Thinkable (I'm Ready)" | Alicia Keys                                         |
| 10 de Julho     | "Un-Thinkable (I'm Ready)" | Alicia Keys                                         |
| 17 de Julho     | "Un-Thinkable (I'm Ready)" | Alicia Keys                                         |
| 24 de Julho     | "Un-Thinkable (I'm Ready)" | Alicia Keys                                         |
| 31 de Julho     | "Un-Thinkable (I'm Ready)" | Alicia Keys                                         |
| 7 de Agosto     | "Un-Thinkable (I'm Ready)" | Alicia Keys                                         |
| 14 de Agosto    | "There Goes My Baby"       | Usher                                               |
| 21 de Agosto    | "There Goes My Baby"       | Usher                                               |
| 28 de Agosto    | "There Goes My Baby"       | Usher                                               |
| 4 de Setembro   | "There Goes My Baby"       | Usher                                               |
| 11 de Setembro  | "Deuces"                   | Chris Brown & Tyga com participação de Kevin McCall |
| 18 de Setembro  | "Deuces"                   | Chris Brown & Tyga com participação de Kevin McCall |
| 25 de Setembro  | "Deuces"                   | Chris Brown & Tyga com participação de Kevin McCall |
| 2 de Outubro    | "Deuces"                   | Chris Brown & Tyga com participação de Kevin McCall |
| 9 de Outubro    | "Deuces"                   | Chris Brown & Tyga com participação de Kevin McCall |
| 16 de Outubro   | "Deuces"                   | Chris Brown & Tyga com participação de Kevin McCall |
| 23 de Outubro   | "Deuces"                   | Chris Brown & Tyga com participação de Kevin McCall |
| 30 de Outubro   | "Deuces"                   | Chris Brown & Tyga com participação de Kevin McCall |
| 6 de Novembro   | "Deuces"                   | Chris Brown & Tyga com participação de Kevin McCall |
| 13 de Novembro  | "Can't Be Friends"         | Trey Songz                                          |
| 20 de Novembro  | "Can't Be Friends"         | Trey Songz                                          |
| 27 de Novembro  | "Can't Be Friends"         | Trey Songz                                          |
| 4 de Dezembro   | "Can't Be Friends"         | Trey Songz                                          |
| 11 de Dezembro  | "Can't Be Friends"         | Trey Songz                                          |
| 18 de Dezembro  | "Can't Be Friends"         | Trey Songz                                          |
| 25 de Dezembro  | "Can't Be Friends"         | Trey Songz                                          |